# Peter-Torsten Schulz

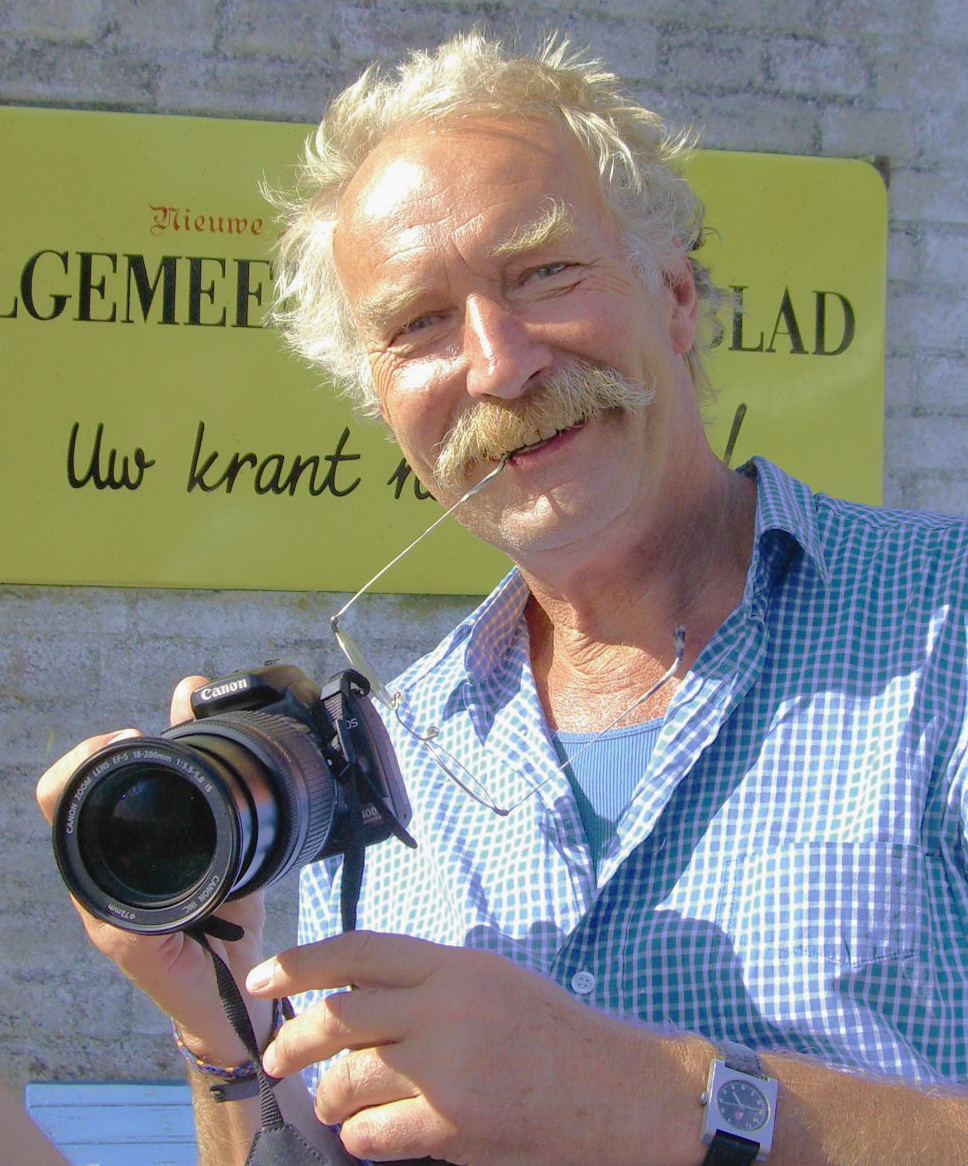
Peter Torsten Schulz, 2010

Peter-Torsten Schulz (* 5. März 1944 in Friedeck) ist ein deutscher Buch- und Kalenderkünstler, Maler, Dichter, Fotograf und Designer mit Wohnsitz in Mülheim an der Ruhr und im holländischen Friesland. Bekannt ist er auch als Petoschu und Erfinder des „Ollen Hansen“. Seit 1985 betreibt er sein Atelier für Angewandte Kunst in Mülheim-Saarn, in dem er sein Publikum empfängt.

## Leben
Peter-T. Schulz wurde als Sohn des Journalisten Dr. R. R. Schulz und dessen Frau Hildegard im jetzigen Tschechien geboren, wuchs in der Lüneburger Heide und Essen auf und kam im Alter von 14 Jahren nach Mülheim an der Ruhr, wo er am Staatlichen Gymnasium sein Abitur machte. 1969 heiratete er seine Jugendliebe, Christa Oehler, mit der er zwei Kinder hat: 1978 Anna Anuschka und 1980 Ben Robinson.
Während seines Grafik-Studiums an der Folkwangschule Essen veröffentlichte PTS als Petoschu in der Zeit 1967 bis 1968 seine ersten vier Lyrikbände mit Zeichnungen und Gedichten im Selbstverlag. Seit 1969 verdiente er sein Geld als Gebrauchsgrafiker (Kreative Gruppe Peter Schulz) und veranstaltete parallel zahlreiche Ausstellungen mit Zeichnungen, Collagen und Skulpturen. 1974 erfand er mit dem Zeichner Michael Ryba den Comic „Schindelschwinger oder der Kampf um Flohheim“, von dem im Illupress Verlag vier Alben erschienen.
1977 gelang ihm mit Der Olle Hansen und seine Stimmungen beim Dumont-Buchverlag Köln der erste große Bucherfolg, der u. a. von Salvatore Adamo vertont wurde. Sein Verleger, Ernst Brücher, wurde sein Freund und Mentor. Zu seinen 30 Publikationen „aus Hansens Haus“, unternahm PTS von 1978 bis 1986 sieben Mal- und Signierreisen durch 80 Städte. Nach dieser Zeit entstanden in seinem Atelier unter dem Motto „Vitamine für die Seele“ seine „Wetterfeste Freunde“: Skulpturen wie Storch Georch, Fliege Artuhr, die Hansen-Herzen mit Hand und Fuß und die Schildbürgerstreiche der Neuzeit. Seit 1982 erschienen bei Dumont, ab 2003 bei TeNeues und ab 2015 im Selbstverlag bisher über 160 Kalender. Die verkaufte Gesamtauflage seiner Titel beträgt über 3 Millionen.

## Philosophie/Zitat
„Lebenskünstler braucht das Land - gegen Egoismus und Langeweile.“ Sinn aller künstlerischen Arbeiten von Peter-T. Schulz ist die Verbreitung des „Hansenschen Lebensgefühls“: Humor haben, Poesie sehen, Fantasie wahrmachen und Natürlichkeit als eine hohe Kunst pflegen. Sein Atelier für Angewandte Kunst („Sie kommen hier nicht rein. Nur du!“) empfängt seit 1985 an jedem ersten Samstag Liebhaber, Sammler und Fans. PTS zählt bisher über 80 Tausend.

## Helping Heart
Unter diesem Zeichen unterstützt P.T.S. etliche gemeinnützige Organisationen. Seit 2008 ist er Repräsentant für UNICEF. Sein Thema: Straßenkinderkunst. Für PIT‘S PROJECT reist der Künstler seit 2009 mit seiner Familie und seiner Storchengeschichte, die bisher in 6 Sprachen produziert wurde, in Länder der dritten Welt (Madagaskar,
Kenia, Kuba, Laos etc.) und bastelt mit Kindern GEORCH UND GEORGINE nach. Ziel: Hilfe zur Selbsthilfe und ein Museum für Naive Kunst.

## „Kunst“
Parallel zu seiner Publikumskunst vom Ollen Hansen schuf „Pit“ Zyklen mit abstrakten Objekten und Collagen, zu denen drei Dokumentationen erschienen. 1974 Handzeichen, 2007 Stühle, 2022 Enso, die er in seiner Enso-Galerie präsentiert.
111 dieser Arbeiten wurden 2021 in der Essener Galerie Frank Schlag ausgestellt.

## Werke
PT Schulz – der Olle Hansen – und die Herzkinder…
Eins seiner Werke ist die Ausgestaltung der Klinik für Angeborene Herzfehler im Herz- und Diabeteszentrum NRW in Bad Oeynhausen.
Am 3. Dezember 1999 wurde das neue Kinderherzzentrum in Bad Oeynhausen bezogen. Die Umsetzung des medizinischen Konzeptes in Farbe und Formen des kindlichen Empfindens hat Peter-T. Schulz übernommen. Es gelang ihm, hochleistungsmedizinische Abläufe mit Erholungszeiten in kindgerechten Freiräumen zu verbinden.

### Bücher (Auswahl)
- Der Olle Hansen und seine Stimmungen. Bilder u. Lieder. Dumont, 1977. (TB 1980)
- Rapunzel. Fotogeschichte und Lieder. Dumont, 1978. (TB 1982)
- Der Esel. Bilder und Fabeln. Dumont, 1979. (TB 1981)
- Gulliver. Poetische Fotoreportage. Dumont, 1980. (TB 1983), Deutscher Kodak-Fotobuchpreis
- Berühren ist alles. Skizzen. Dumont, 1982.
- Anna und Ben. Fotogeschichte, Gedichte und Lieder. Rasch+Röhring, 1983
- Georch und Georgine. Fotocomic, Bilder und Texte. Dumont, 1984.
- Zeit ist ein Riese. Kalenderbilder. Dumont, 1985.
- Artuhr. Bilderbuch- und Sprachkunst. Rasch+Röhring, 1986.
- Anna und Ben zaubern. Fotogeschichte, Gedichte und Lieder. Rasch u. Röhring, 1988
- Ein immerwährender Kalender. Fotos, Schildbürgerstreiche. Dumont, 1992
- Liebe ist Energie. Immerwährender Kalender – Bilder und Gedichte. Dumont, 1995.
- Apropos. Erotische Bilder und Gedichte. Dumont, 2000.
- Alles zu meiner Zeit Bilder und Texte. Dumont, 2000.
- Ich guck so gern in dein Gesicht Gedichte und Lieder. Coppenrath, 2004
- Jeder Tag ist neu. Gedichte und Lieder. Coppenrath, 2005.
- Herrlich so ein Leben. Gedichte und Lieder. Coppenrath, 2006.
- Ich mag dich. Objekte und Dialoge. Coppenrath, 2007.
- Mein Leben, das ist ein Bild, an dem ich male. Bilder und Gedichte. Atelier, 2007, ISBN 978-3-8157-8111-1
- Was hier nicht ist, ist nirgendwo Bildbiographie. Atelier, 2007
- Stühle Finde deinen Platz, Atelier, 2007
- Ich mag dich so. Dialoge, Coppenrath, 2008.
- Georgine, wo bist du? (in 4 Sprachen für Pit's Project), Atelier 2009
- Glück muss man können! Olle Hansen Gedichte, Eichborn 2012
- Du sollst dich mal gerne haben! Olle Hansen Gebote, Eichborn 2012
- Sag was! Olle-Hansen-Gespräche, Atelier, 2012
- Tu es! Olle-Hansen-Lektionen, Atelier, 2013
- Handzeichen, Botschaft ohne Worte, Atelier, 2014
- Wo Vase?, 1-Euro-Geschichten, Atelier, 2015
- Hase gesehen?, 1-Euro-Geschichten, Atelier, 2016
- Sonne Blume?, 1-Euro-Geschichten, Atelier 2017
- Denk einfach, so ist das Leben!, Atelier, 2021
- Enso, Null als Raum, Atelier, 2022

### Kalender (Auswahl)
- Der Olle Hansen. Dumont, seit 1982
- LBS. Seit 1989 (Auszeichnungen Grafischer Club Stuttgart)
- NRW-Stiftung. Seit 1992
- Schildbürgerstreiche. Dumont, seit 1995
- Vitamine für die Seele. Dumont, seit 1997
- Ich mag dich. Dumont, seit 2003
- Das wird unser Jahr! Dumont, seit 2005

### Erlebnisarchitektur (Auswahl)
- SCS. Hamburg, 1972.
- Kinderherzzentrum. Bad Oeynhausen, 2000 (Expo)
- Siemens Power Generation. Mülheim an der Ruhr, 2002
- Georchturm. Mülheim an der Ruhr, 2003

### Bilder (Auswahl)

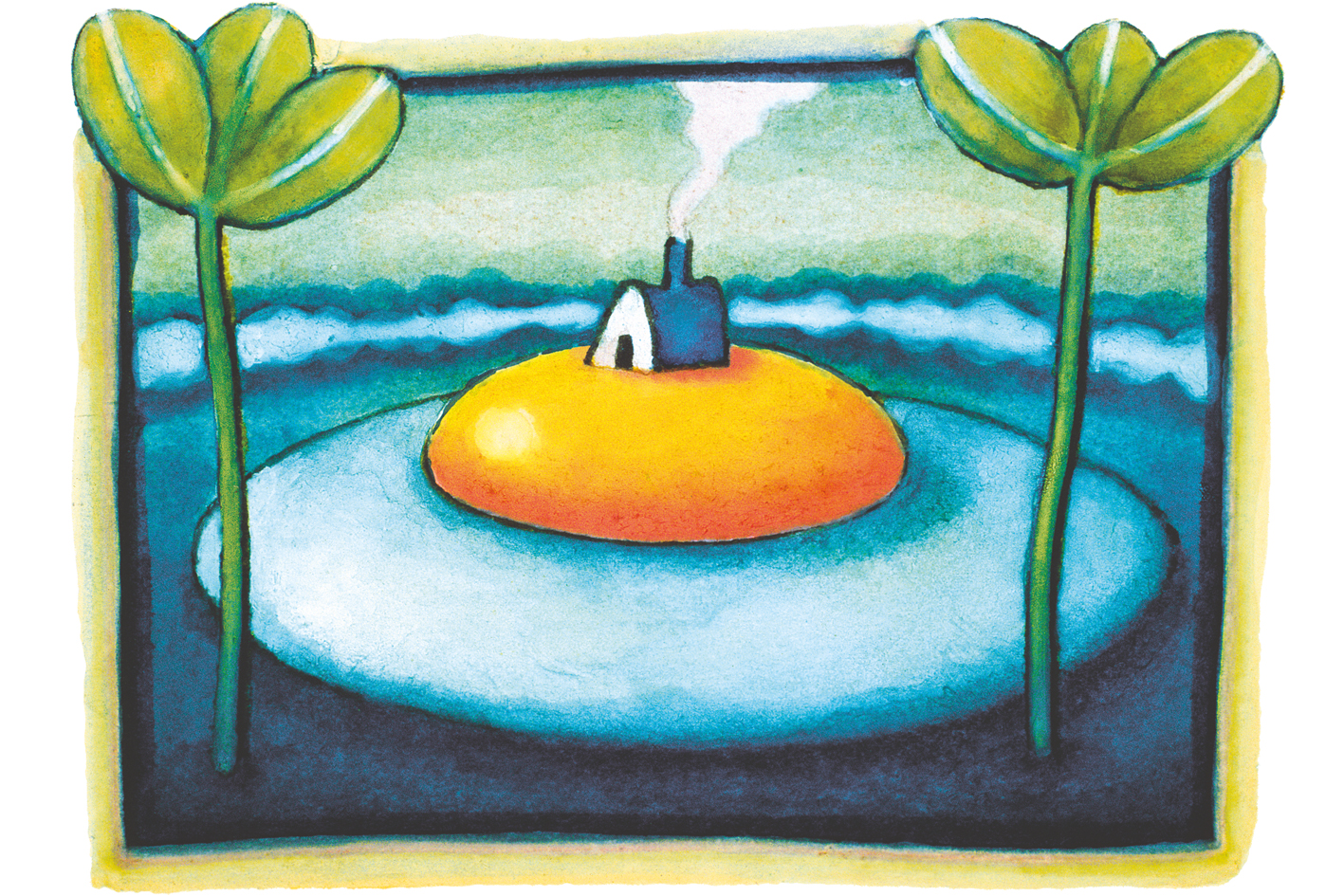
„Der Olle Hansen und die gute Laune am frühen Morgen“: Eine von 12 Bildtafeln  aus dem ersten Buch 1977. 1000 Bilder folgen, in denen das Häuschen für das menschliche Gefühl steht.
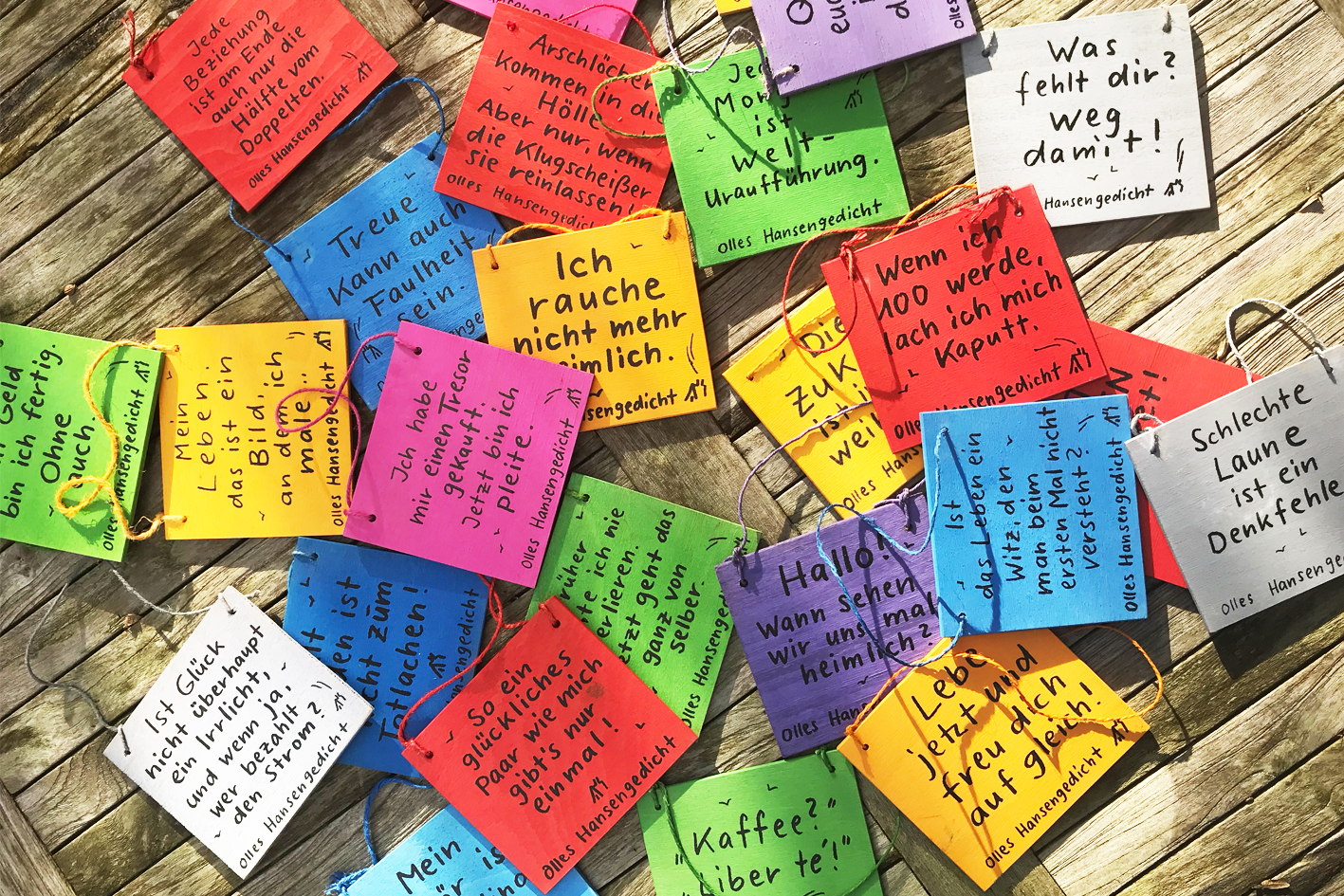
„Schildbürgerstreiche“ sind Olle-Hansen-Gedichte und -Gebote, erfunden 1989 für eine Tournee durch Niedersachsen. Inzwischen gibt es über 400 Texte auf über 10.000 Holzschildern (Handarbeit).
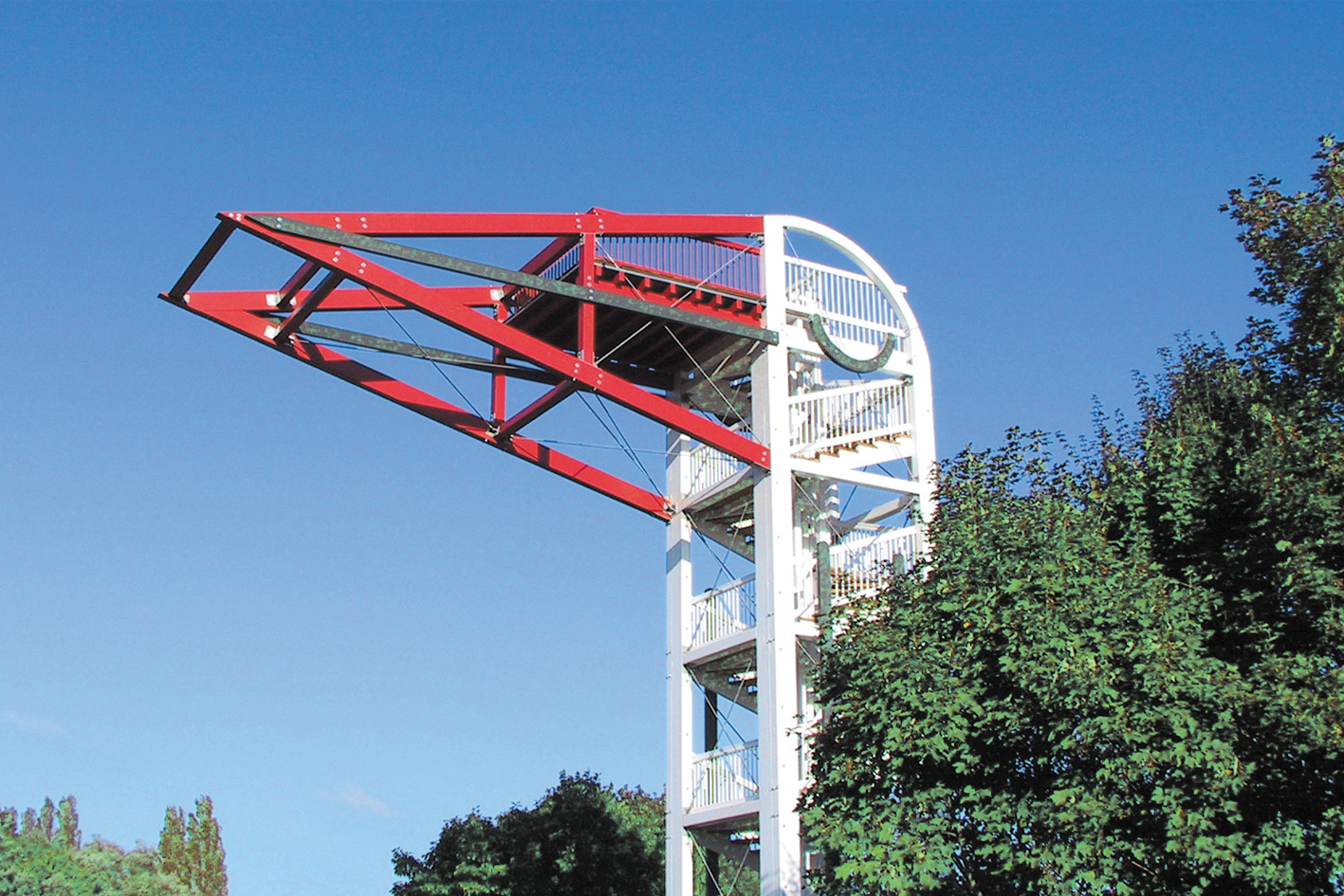
Aussichtsturm in Mülheim in der Gestalt des Storchs Georch. Georch und Georgine sind Symbolfiguren, die der Künstler in vielen seiner Werke in unterschiedlichen Zusammenhängen verwendet.
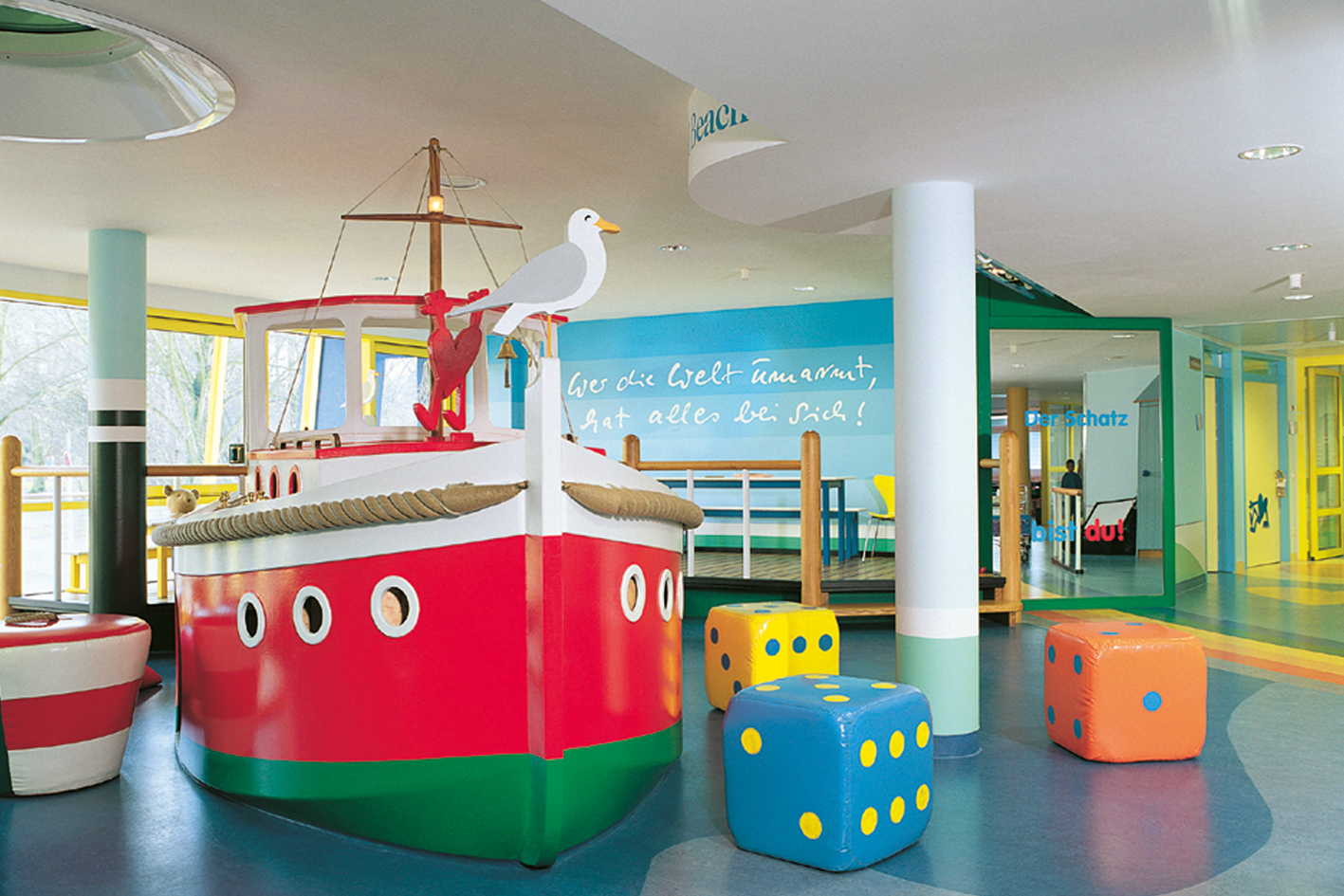
Kinderherzzentrum Bad Oeynhausen Erlebnisarchitektur, Expoprojekt 2000. Am 3. Dezember 1999 wurde das neue Kinderherzzentrum in Bad Oeynhausen bezogen.